# Plegaderus convergens
Plegaderus convergens är en skalbaggsart som beskrevs av Thomas Casey 1916. Plegaderus convergens ingår i släktet Plegaderus och familjen stumpbaggar. Inga underarter finns listade i Catalogue of Life.